# Dotter på vift
Dotter på vift (originaltitel: A Different World) är en spinoff på TV-serien Cosby. Dotter på vift kretsar kring Lisa Bonets karaktär Denise Huxtable, som var en av döttrarna i TV-serien Cosby, och hennes liv på det fiktiva universitetet Hillman College. Universitetet var ett fiktivt svart universitet som skulle ligga i Virginia, USA. Serien producerades mellan 1987 och 1993 och visades under sex säsonger på kanalen NBC. SVT2 sände första säsongen 1989. När Bonet lämnade serien blev det nya svenska namnet Skolkompisar.
Till skillnad från Cosby tog Dotter på vift upp allvarligare frågor och i ett avsnitt från 1990 blev serien en av de första TV-nätverken i USA att ta upp HIV/AIDS-frågan.
Bill Cosby gjorde några framträdanden i serien.

## Roller (i urval)
- Lisa Bonet – Denise Huxtable
- Jasmine Guy – Whitley Gilbert
- Kadeem Hardison – Dwayne Wayne
- Dawnn Lewis – Jaleesa Vinson Taylor
- Marisa Tomei – Maggie Lauten
- Darryl M. Bell – Ronald "Ron" Johnson, Jr.
- Loretta Devine – Stevie Rallen
- Marie-Alise Recasner – Millie
- Mary Alice – Leticia "Lettie" Bostic
- David "Sinbad" Adkins – Walter Oakes
- Charnele Brown – Kimberly Reese
- Cree Summer – Winifred "Freddie" Brooks
- Glynn Turman – Col./överste "Dr War" Bradford Taylor
- Lou Myers – Vernon Gaines
- Ajai Sanders – Gina Deveaux
- Jada Pinkett – Lena James
- Malina White – Charmaine Tyesha Brown
- Cory Tyler – Terrence Taylor
- Gary Dourdan – Shazza Zulu
- Patrick Malone – Terrell Walker
- Bumper Robinson – Dorian Heywood
- Brandon Adams – Dion